# 黒田利則
黒田 利則（くろだ としのり）は、戦国時代から江戸時代前期にかけての武将。黒田氏の家臣で、黒田二十四騎、黒田八虎の一人。

## 生涯
永禄4年（1561年）3月4日、黒田職隆の三男として播磨国姫路で生まれる。異母兄に黒田孝高（如水）などがいる。
天正5年（1577年）より羽柴秀吉（豊臣秀吉）に仕え、天正11年（1583年）の賤ヶ岳の戦いに参戦する。功名を立て、その後は羽柴秀長に転仕する。
天正15年（1587年）、九州平定に秀長軍として従軍。この頃、周防国山口でキリシタンの洗礼を受ける。兄・孝高が豊前国を拝領すると黒田家臣となり、2,000石を支給される。文禄元年（1592年）の文禄の役では侍大将として従軍。一旦帰国後に養心と号している。慶長の役の際にも旗本備として参加している。慶長5年（1600年）、関ヶ原の戦いの際には、豊前国中津城の守備に当たる。その後、甥の黒田長政が福岡藩主になると、1万2,000石に加増され、宗像郡津屋崎に置かれた。また、兄・孝高の死後、孝高の肖像画を崇福寺に奉納した。
慶長17年（1612年）3月5日に死去した。享年52。法名は宗源院殿華翁養心大居士。那珂郡市ノ瀬村の山上に葬られた。

## 家族
嫡男長利は、慶長18年（1613年）8月、19歳で死去。その子である孫一も、同月3歳で亡くなったため、断絶した。